# ال رومپیدو
ال رومپیدو (به اسپانیایی: El Rompido) یک منطقهٔ مسکونی در اسپانیا است که در استان اوئلوا واقع شده‌است. ال رومپیدو ۱٬۸۳۲ نفر جمعیت دارد.